# レクシ
レクシ （Lecci）は、フランス、コルス地方公共団体、コルス＝デュ＝シュド県のコミューン。コルシカ語の名称はイ・レーチ（I Lecci）。

## 地理
島の南端を占めるフレート地方に属する。
小さな村は、国道198号線で北のバスティア（130km）、南のポルト＝ヴェッキオ（12km）とつながっている。

## 人口統計
| 1962年 | 1968年 | 1975年 | 1982年 | 1990年 | 1999年 | 2006年 | 2011年 |
| ------ | ------ | ------ | ------ | ------ | ------ | ------ | ------ |
| 318    | 484    | 578    | 678    | 709    | 706    | 1053   | 1376   |

参照元:1999年までEHESS、2004年以降INSEE